# Lytocarpia nicpenny
Lytocarpia nicpenny är en nässeldjursart som beskrevs av Ryland och Gibbons 1991. Lytocarpia nicpenny ingår i släktet Lytocarpia och familjen Aglaopheniidae. Inga underarter finns listade i Catalogue of Life.